# Eisenberg (Renânia-Palatinado)
Eisenberg (Renânia-Palatinado) é um município da Alemanha localizado no distrito (Kreis ou Landkreis) de Donnersbergkreis, na associação municipal de Verbandsgemeinde Eisenberg, no estado da Renânia-Palatinado.